# Pizzo Frol
Il Pizzo Frol è una montagna delle Prealpi Bergamasche alta 1055 m s.l.m. situata all'incrocio di Val Seriana e Val del Riso.

## Caratteristiche
Il Pizzo Frol è una cima poco che costituisce l’ultima elevazione della sponda orografica destra della Val del Riso erigendosi subito a sud della confluenza di quest’ultima con la Val Seriana.
Il versante meridionale offre il posto alle  frazioni di Bondo e Colle di Bondo; il versante settentrionale, al contrario, è molto selvaggio tanto che i sentieri che lo percorrono sono oramai abbandonati e difficilmente riconoscibili.

## Ascensione alla vetta
Dall'abitato di Ponte Nossa precisamente all'inizio della Val del Riso si stacca un sentiero, che percorrendo un versante particolarmente ripido, arriva sulla cresta della montagna per poi continuare qualche centinaio di metri e arrivare alla vetta.
Dal Pizzo Frol si gode di un'ottima vista: Il fianco Est dell’Monte Alben(2019 m), il Menna(2300 m), il Monte Grem(2049 m) e tutta la costiera dall’Monte Arera(2512 m) al Monte Vaccaro; chiudono la vista a Nord-Est le montagne dell’Alta Valseriana, la Presolana(2521 m) e il Pizzo Formico(1636 m).
Nel periodo 2002-2003 vi è stata una campagna di immissione del muflone da parte della provincia di Bergamo